# کلریل فلوراید
کلریل فلوراید (به انگلیسی: Chloryl fluoride) با فرمول شیمیایی ClO2F یک ترکیب شیمیایی است. 